# Lev Kámenev
Lev Borísovich Kámenev (en ruso: Лев Бори́сович Ка́менев, pronunciación  [ˈlʲɛf bɐˈrʲisəvʲɪtɕ ˈkamʲɪnʲɪf]ⓘ), cuyo apellido de nacimiento era Rosenfeld, Розенфельд; 6 de juliojul./ 18 de julio de 1883greg. - 25 de agosto de 1936) fue un revolucionario bolchevique y un destacado político soviético de origen judío, además fue un veterano miembro del Politburó. Fue el primer presidente del Comité Ejecutivo Central Panruso o jefe de Estado de la RSFS de Rusia, precursora de la futura URSS, entre el 9 y el 21 de noviembre de 1917.

## Primeros años
Nació en Moscú en 1883, hijo de un trabajador ferroviario judío y de un ama de casa rusa ortodoxa. Estudió en los gymnasiums de Vilna y Tiflis y continuó su formación en la facultad de derecho de la Universidad de Moscú; los interrumpió en 1902 cuando fue detenido por su actividad en círculos estudiantiles radicales. Desde ese momento y hasta 1908, se convirtió en revolucionario profesional en la clandestinidad y trabajó en San Petersburgo, Moscú y Tiflis; asistió a diversos congresos del partido en el extranjero y se lo arrestó en diversas ocasiones. A principios de 1900, Kámenev conoció a Olga Bronstein, camarada marxista y hermana del revolucionario León Trotski, con quien se casó y tuvo dos hijos.
Durante un corto viaje al extranjero en 1902, Kámenev conoció a los líderes socialdemócratas que vivían en el exilio, incluyendo a Vladímir Ilich Uliánov «Lenin», con el que se asoció y del que se convirtió en uno de sus más íntimos colaboradores. Se afilió al Partido Obrero Socialdemócrata de Rusia (POSDR) en 1901, y a su fracción bolchevique cuando el partido se dividió entre bolcheviques y mencheviques en el II Congreso del POSDR en agosto de 1903.
También visitó París y conoció al grupo de “Iskra”. Después de asistir al 3.er Congreso en Londres, en marzo de 1905, Kámenev volvió a Rusia y participó en la Revolución Rusa de 1905 en San Petersburgo entre octubre y diciembre. Volvió a Londres para asistir al 5.º Congreso del Partido Obrero Socialdemócrata de Rusia, donde fue elegido para el Comité Central del Partido, y el Centro Bolchevique, en mayo de 1907, pero fue arrestado después de su vuelta a Rusia. Se lo liberó de prisión en 1908 y, a finales de año, emigró a Europa Occidental para ayudar a Lenin en la edición de diversas publicaciones, como la revista bolchevique Proletario, El socialdemócrata o Noticias obreras. Después de la ruptura de Lenin con otro viejo bolchevique, Aleksandr Bogdánov, a mediados de 1908, Kámenev y Grigori Zinóviev se convirtieron en los principales ayudantes de Lenin en el exilio. Le ayudaron a expulsar a Bogdánov y sus Otzovistas (revocadores), seguidores de la fracción bolchevique del Partido Obrero Socialdemócrata de Rusia a mediados de 1909.
En enero de 1910, leninistas, seguidores de Bogdánov y varias fracciones mencheviques celebraron una reunión del Comité Central del Partido en París y trataron de reunificar al partido. Kámenev y Zinóviev tuvieron dudas al respecto de la idea, pero se vieron obligados a aceptar bajo la presión de los bolcheviques “conciliadores” como Víktor Noguín. Lenin era un claro opositor a cualquier reunificación, pero estaba en minoría entre los líderes bolcheviques. La reunión alcanzó un acuerdo provisional y una de sus resoluciones convirtió al Pravda de Trotski, impreso en Viena, en “órgano central” financiado por el partido. Kámenev, cuñado de Trotski, se sumó al equipo editorial por los bolcheviques, pero los intentos de unificación fracasaron en agosto de 1910 cuando Kámenev dimitió del equipo redactor tras recriminaciones mutuas.
Después del fracaso del intento de reunificación, Kámenev continuó trabajando en el Proletario y establece la escuela bolchevique del partido en Longjumeau, cerca de París, que se creó como una alternativa leninista a la escuela de Bogdánov con sede en Capri. En enero de 1912, Kámenev ayudó a Lenin y a Zinóviev a convencer a los delegados en la Conferencia de Praga del POSDR para separarse de los mencheviques y de los otzovistas. En enero de 1912, se lo envió a San Petersburgo para dirigir el trabajo de la versión bolchevique de Pravda y la reducida fracción bolchevique de la Duma (formada por seis diputados). Se lo arrestó después del estallido de la Primera Guerra Mundial —los diputados bolcheviques se habían opuesto a la guerra— el 4 de noviembre de 1914 y se lo llevó a juicio, en el que se distanció de la posición antibelicista de Lenin. Fue desterrado a Siberia el 10 de febrero de 1915 y pasaron dos años hasta que fue liberado durante la Revolución de Febrero de 1917.

## Antes de la Revolución de 1917
Después de su vuelta a San Petersburgo (el nombre fue cambiado a Petrogrado en 1914) desde el destierro siberiano a mediados de marzo de 1917, Kámenev y los miembros del Comité Central Iósif Stalin y Matvéi Muránov tomaron el control del resucitado Pravda bolchevique, moviéndose hacia la derecha, con Kámenev dirigiendo la política de apoyo condicional al recién formado Gobierno provisional, y una reconciliación con los mencheviques. La nueva dirección, con una actitud más moderada que los activistas locales y que la dirección en el exilio, se mostró conciliadora con el nuevo Gobierno.
Kámenev, principal dirigente del ala moderada del partido (junto con Zinóviev), discrepaba con la mayoría de las ideas de Lenin sobre teoría política y estrategia. No creía acabada la fase de revolución burguesa, consideraba a la clase obrera débil e incapaz de imponerse al campesinado y la clase media, y rechazaba la idea de que Europa estuviese a punto de unirse a la revolución. Según avanzaba el año, Kámenev pasó de defender el control socialista sobre el Gobierno de coalición liberal-socialista a propugnar la formación de un nuevo Gobierno exclusivamente socialista que debía en su momento entregar el poder a la república democrática que surgiría de la Asamblea Constituyente. Defendía asimismo el mantenimiento del esfuerzo de guerra hasta la consecución de una paz negociada, postura más cercana a la de los socialistas moderados de otros partidos que a la de Lenin. Desde su puesto como editor de Pravda, dirigió la oposición a las  «Tesis de abril» y logró el apoyo temporal del comité del partido en la capital; Lenin hubo de enfrentarse a este rechazo de sus posiciones para imponerlas al partido en sucesivas reuniones. A pesar de su infructuosa oposición a las «Tesis de abril», se lo eligió como miembro del comité central del partido en la conferencia de abril.
Fue uno de los dirigentes bolcheviques y del Comité Interdistrito detenido por las autoridades tras el fracaso de las Jornadas de Julio —el único miembro arrestado del comité central— y se lo encerró en la prisión de Krestý de la capital. Tras su liberación un mes más tarde, regresó a su puesto de editor de Pravda y de portavoz del partido ante el Sóviet de Petrogrado. Se opuso al boicoteo de la Conferencia Estatal de Moscú y del Preparlamento.
Kámenev y Zinóviev se opusieron a Lenin en su insistencia sobre la necesidad de tomar el poder en octubre de 1917. El 10 de octubrejul./ 23 de octubregreg., Kámenev y Zinóviev fueron los dos únicos miembros del Comité Central que votaron en contra de una revuelta armada, aunque otros dirigentes mostraron sus reservas. En sus publicaciones y en una carta abierta publicada en el periódico independiente de Máximo Gorki, se oponían al uso de la fuerza propugnado por Lenin, que pidió su expulsión del partido, petición que el Comité Central rechazó, limitándose a amonestar a ambos y aceptar la renuncia de Kámenev a su puesto en el mismo.
Kámenev dimitió poco después pero, al comenzar el enfrentamiento con el Gobierno provisional ruso en vísperas de la celebración del Segundo Congreso de los Sóviets, retomó sus actividades en Smolny y participó en la toma del poder. En el Segundo Congreso de los Sóviets, en el que se formalizó el derrocamiento del Gobierno provisional, la toma del poder por los bolcheviques y la formación del Gobierno dirigido por Lenin 25 de octubrejul./ 7 de noviembre de 1917greg., Kámenev fue elegido presidente del Congreso, y jefe del permanente Comité Ejecutivo Central Panruso. Este último puesto era equivalente a jefe de Estado bajo el nuevo sistema soviético, aunque el poder real estaba en manos del Comité Central Bolchevique. Kámenev, que se había opuesto durante mes y medio al levantamiento, fue el encargado de anunciar al Congreso el arresto del Gobierno Provisional, para regocijo de los delegados, así como de proclamar que parte de las tropas que aquel había llamado a la capital para sofocar la rebelión se habían pasado a los sublevados.
El 29 de octubrejul./ 11 de noviembregreg., cuatro días después de la toma del poder por los bolcheviques durante la Revolución de Octubre, el comité ejecutivo del sindicato nacional de trabajadores de ferrocarriles, Vikzhel, amenazó con una huelga nacional, a menos que los bolcheviques compartieran el poder con otros partidos socialistas. Zinóviev, Kámenev y sus aliados en el Comité Central Bolchevique argumentaron que los bolcheviques no tenían otra elección que la de iniciar negociaciones, ya que una huelga de ferrocarriles podría disminuir la capacidad del Gobierno del Sovnarkom de luchar contra las fuerzas que aún eran leales al Gobierno Provisional. Zinóviev y Kámenev brevemente obtuvieron el apoyo de la mayoría del Comité Central, y las negociaciones se iniciaron. El rápido fracaso de las fuerzas antibolcheviques fuera de Petrogrado, sin embargo, permitió a Lenin y Trotski convencer al Comité Central de abandonar el proceso negociador y amenazar a los disidentes moderados con la expulsión del partido si persistían en sus intentos de lograr un Gobierno de coalición. Como respuesta, Grigori Zinóviev, Kámenev, Alekséi Rýkov, Vladímir Miliutin y Víktor Noguín dimitieron del Comité Central el 4 de noviembrejul./ 17 de noviembre de 1917greg. y Kámenev lo hizo de su puesto de presidente del Comité Ejecutivo Central Panruso. Al día siguiente, Lenin escribió una proclama llamando a Zinóviev y Kámenev “desertores”, no olvidando nunca su comportamiento, haciendo una ambigua referencia en su testamento del “Episodio de Octubre”.

## Después de la Revolución de 1917
Semanas después del fracaso de las negociaciones entre los partidos socialistas para formar un Gobierno de coalición, los socialrrevolucionarios de izquierda entraron en el Gobierno y, al poco, Kámenev y sus partidarios abandonaron su oposición frontal a la dirección del partido. Durante los dos años y medio siguientes, Kámenev desempeñó fundamentalmente labores diplomáticas en el extranjero.
En 1918, Kámenev fue nombrado jefe del Sóviet de Moscú y se convirtió pronto en el segundo miembro más importante tras Lenin en el Sovnarkom (Gobierno) y en el Consejo de Trabajo y Defensa. En marzo de 1919, se lo eligió miembro de pleno derecho del primer Politburó. Presidía el Sovnarkom a menudo en ausencia de Lenin y se lo nombró vicepresidente del mismo. En enero de 1924, se lo nombró presidente del Consejo de Trabajo y Defensa.
Sus relaciones personales con su cuñado Trotski, que eran buenas en las postrimerías de la revolución de 1917 y durante la guerra civil rusa, se deterioraron desde de 1920 y fueron malas en los quince años siguientes, durante los que fue íntimo amigo y aliado de Grigori Zinóviev, un hombre incluso más ambicioso que Kámenev.

## Con Zinóviev y Stalin contra Trotski (1923-1924)
Durante la enfermedad de Lenin, Kámenev actuó como jefe de hecho en el Sovnarkom y el Polítburo. Junto con Zinóviev y Iósif Stalin, formó un “triunvirato” gobernante (o “troika”) en el partido comunista, desempeñando un papel clave en la marginación de Trotski, que creían aspiraba a suceder a Lenin. Propuso a Stalin para el puesto de secretario general y tuvo una gran importancia en la supresión de las críticas de Lenin hacia él en su testamento. El triunvirato manejó cuidadosamente el debate dentro del partido y en el proceso de selección de delegados para el XII congreso del partido a lo largo de 1923, y se aseguraron la gran mayoría de los escaños. El Congreso, llevado a cabo en enero de 1924, inmediatamente después de la muerte de Lenin, denunció a Trotski y al “trotskismo”.
Después de la derrota de Trotski en el XII Congreso, las tensiones entre Zinóviev y Kámenev por una parte, y Stalin por la otra, se hicieron más pronunciadas, y amenazaron su frágil alianza. Sin embargo, Zinóviev, y especialmente Kámenev, ayudaron a Stalin a mantener su puesto como secretario general del Comité Central en el XIII Congreso del Partido en mayo-junio de 1924, durante la primera polémica del Testamento de Lenin. Después del congreso, Stalin comenzó a hacer velados comentarios públicos aparentemente apoyados por Kámenev y Zinóviev, los cuales destruyeron la troika.
Sin embargo, en octubre de 1924 Trotski publicó las Lecciones de Octubre, un extenso resumen de los hechos de 1917. En el artículo, Trotski describió la oposición de la toma del poder bolchevique de Zinóviev y Kámenev, lo que ambos hubiesen preferido que no hubiese sido mencionado. Empezaron una nueva rueda de tensiones dentro del partido, que una vez más Zinóviev y Kámenev se alían con Stalin en contra de Trotski. Ellos y sus seguidores acusaron a Trotski de varios errores y cosas peores durante la guerra civil rusa, dañando su reputación militar, tanto como para forzarlo a dimitir como Comisario del Pueblo de Asuntos Militares y Navales en el Sovnarkom, y la jefatura del Sóviet Militar Revolucionario en enero de 1925. Zinóviev pidió la expulsión de Trotski del Partido Comunista, pero Stalin impidió que siguiera adelante, jugando hábilmente el papel de moderador.

## Ruptura con Stalin (1925)
Con Trotski fuera de juego, el triunvirato de Zinóviev-Kámenev-Stalin finalmente se deshizo a principios de 1925. Las dos partes (Stalin por un lado y Zinóviev y Kámenev por otro) aparentaron apoyarse mutuamente durante todo el año. Mientras, Stalin estableció una alianza con el teórico del Partido Comunista y editor del Pravda, Nikolái Bujarin, y con el primer ministro soviético, Alekséi Rýkov. Zinóviev y Kámenev, por su parte, se aliaron con la viuda de Lenin, Nadezhda Krúpskaya y con Grigori Sokólnikov, comisario soviético de Finanzas y miembro del Politburó sin voto. Su alianza se denominó Nueva Oposición.
Las hostilidades entre los antiguos aliados comenzaron en la reunión de septiembre del Comité Central de 1925 y se centró en el XIV Congreso del Partido en diciembre de 1925 cuando Kámenev solicitó públicamente la destitución de Stalin del puesto de secretario general. Con solo la delegación de Leningrado (controlada por Zinóviev) respaldándolo, Kámenev se encontró en minoría y ambos resultaron derrotados, mientras Trotski permanecía en silencio en el Congreso. Si bien se reeligió a Zinóviev para el Politburó, Kámenev fue degradado a miembro pleno sin derecho a voto y perdió su puesto en el Sovnarkom; Sokólnikov fue excluido, al tiempo que Stalin lograba que la mayoría de sus aliados ingresasen en el organismo.

## Segundo matrimonio
El primer matrimonio de Kámenev empezó a desintegrarse después de la sonada aventura con la escultora británica Clare Frewen Sheridan en 1920. Al final de la década de 1920, dejó a Olga Kámeneva por Tatiana Glébova, con la que tuvo un hijo, Vladímir Glébov (1929-1994).

## Con Trotski y Zinóviev contra Stalin (1926-1927)
Durante la tregua de la lucha en el interior del partido, en la primavera de 1926, Zinóviev y Kámenev y sus partidarios se acercaron a los partidarios de Trotski y los dos grupos pronto formaron una alianza, a la que se incorporaron algunos pequeños grupos de oposición dentro del Partido Comunista. La alianza recibió el nombre de Oposición Unida. Durante el periodo de lucha interna en el partido, entre la reunión del Comité Central de julio de 1926  y el XV Congreso del Partido en octubre de 1926, la oposición resultó derrotada y Kámenev perdió su puesto en el Politburó en ese congreso.
Kámenev permaneció en la oposición a Stalin a lo largo de 1926 y 1927, lo que condujo a que le retirase de la presidencia del Sóviet de Moscú y se le destituyese de la Comisaría de Comercio en julio de 1926 y se le expulsase del politburó en octubre del mismo año. Tras pasar un año de embajador en Italia, regresó a la URSS, donde se le expulsó del comité central. Después de la expulsión de Zinóviev y Trotski del partido el 12 de noviembre de 1927, Kámenev permaneció como portavoz de la oposición dentro del partido y representó esta posición en el XV congreso del partido en diciembre de 1927. El congreso declaró los puntos de vista de la oposición incompatibles con la pertenencia al Partido Comunista y expulsó a Kámenev y a docenas de dirigentes opositores, lo que supuso el inicio de las expulsiones en masa de las filas opositoras y llevó al exilio interno de los líderes opositores a principios de 1928.

## Sumisión a Stalin (1928-1934)
Mientras Trotski permanecía firme en su oposición a Stalin después de su expulsión del Partido y subsiguiente exilio, Zinóviev y Kámenev capitularon casi inmediatamente y llamaron a sus partidarios a seguirlos. Escribieron cartas abiertas reconociendo sus errores y se les readmitió en el partido después de seis meses de espera. Nunca recuperaron sus cargos en el Comité Central, pero les concedieron puestos de nivel medio dentro de la burocracia soviética. Kámenev e indirectamente Zinóviev, fueron cortejados por Bujarin al principio de su corto y desgraciado enfrentamiento con Stalin en el verano de 1928, algo que se comunicó a Stalin y que se utilizó contra Bujarin como prueba de su fraccionalismo.
Zinóviev y Kámenev permanecieron políticamente inactivos hasta octubre de 1932, cuando se les expulsó del partido por no informar sobre los miembros del mismo que pertenecían a la oposición durante el caso Ryutin. Después de admitir nuevamente sus errores, se les volvió a admitir en diciembre de 1933. Se les obligó a hacer discursos autocríticos en el XVII Congreso del Partido en enero de 1934, cuando Stalin estaba eliminando a su oponentes políticos, ahora derrotados y profundamente arrepentidos.

## Juicio y ejecución
Después del asesinato de Kírov el 1 de diciembre de 1934, que condujo a la Gran Purga de Stalin, se expulsó una vez más a Zinóviev, Kámenev y a sus más cercanos colaboradores del Partido Comunista y se los arrestó en diciembre de 1934. Fueron llevados a juicio en enero de 1935, y se los obligó a admitir su “complicidad moral” en el asesinato de Kírov. Zinóviev fue condenado a diez años de prisión y Kámenev, a cinco. Además, se acusó separadamente a Kámenev a principios de 1935 en el Caso del Kremlin y, aunque se negó a confesar, se lo condenó a diez años de prisión.
En agosto de 1936, después de meses de cuidadosa preparación e investigaciones de la policía secreta soviética NKVD, Zinóviev, Kámenev y otros catorce personas, la mayoría viejos bolcheviques, fueron llevados a juicio nuevamente. Esta vez las acusaciones incluían ser miembros de una organización terrorista que supuestamente había asesinado a Kírov y el haber intentado asesinar a Stalin y otros dirigentes del gobierno soviético. El juicio del “Centro Terrorista Trotskista-Zinovievista” fue el primero de los procesos de Moscú y sentó las bases para los siguientes juicios donde veteranos bolcheviques confesaban incesantemente complejos y monstruosos crímenes, incluidos el de espionaje, envenenamiento, sabotaje y otros similares. Como otros acusados, Kámenev fue declarado culpable y fusilado el 25 de agosto de 1936.
La ejecución de Zinóviev, Kámenev y sus colaboradores fue notable, ya que ningún viejo bolchevique, y mucho menos tan destacado, había sido llevado a juicio y fusilado durante el gobierno de Stalin hasta ese momento. El Gobierno soviético declaró a Kámenev, Zinóviev y al resto de condenados en el juicio inocentes de los cargos en 1988 durante la perestroika promovida por Mijaíl Gorbachov.

## El destino de su familia
Después de la ejecución de Kámenev, sus familiares sufrieron una suerte similar. El segundo hijo de Kámenev, Yuri Kámenev, fue ejecutado el 30 de enero de 1938 a la edad de 17 años. Su hijo mayor, oficial de la fuerza aérea, Aleksandr Kámenev, fue ejecutado el 15 de julio de 1939 a la edad de 33 años. Su primera mujer (hermana de Lev Trotski y madre de los dos hijos citados), Olga Kámeneva, fue fusilada el 11 de septiembre de 1941 por órdenes de Stalin en el bosque Medvédevski, a las afueras de Oriol, junto con Christian Rakovski, María Spiridónova y otros 160 prominentes prisioneros políticos.
Su segunda mujer, Tatiana Ivánovna Glébova, después del arresto de Lev Kámenev, fue desterrada, el 27 de julio de 1935, a Biysk en Siberia. En 1937, fue condenada de nuevo, ahora en el Caso del Kremlin, y ejecutada el 19 de agosto de 1937 en Moscú. Solo su hijo menor, fruto del segundo matrimonio, Vladímir Glébov, sobrevivió a las prisiones estalinistas y campos de trabajo del Gulag.
El hermano de Kámenev, Nikolái Borísovich Rozenfeld, y su exmujer, Nina Aleksándrovna Rozenfeld, fueron condenados a 10 años de trabajos forzados en el Caso del Kremlin. Nina Rozenfeld fue ejecutada el 3 de julio de 1937. El hijo de ambos, Borís Nikoláievich Rozenfeld, acusado de pertenecer a una "organización terrorista juvenil", fue ejecutado el 13 de julio de 1937.